# Cerapachys luzuriagae
Cerapachys luzuriagae é uma espécie de formiga do gênero Cerapachys.